# Koipsi
Koipsi est une île d'Estonie.

## Géographie
Elle fait partie de la commune de Jõelähtme. Son dernier habitant l'a quittée en 2011. 